# Graffiti 3X
Graffiti 3X es una banda de hardcore punk mexicana formada en el año 1993 en la Ciudad de México.

## Impacto social
El grupo cumple una función social importante, pues de algún modo le da voz a una generación de jóvenes que no se identifica con otra serie de bandas. No obstante, ha sido blanco de críticas de varios sectores punks, quienes los consideran "comerciales".

## Origen
A finales de los años 80, el líder de la banda se enroló en las filas del PRI,  estuvo en el Frente Juvenil Revolucionario, después se dio cuenta de la situación del país así fue como se convirtió en punk.
Wong empezó primero como asiduo a las tocadas, después fue secre (como nombran a la gente que carga los instrumentos, cargan las cervezas y consiguen las groupies a los músicos) y finalmente cantante. Graffiti 3X ha grabado siete discos, un clip y un video en formato vhs.

### Significado del nombre
Graffiti 3X adoptó este nombre porque consideran que el graffiti es un arte callejero", curiosamente, el anexo de 3X no tiene ninguna connotación sexual o pornográfica, es más bien porque a Roberto Wong vocalista de la banda le gustaban las caricaturas y veía cuando salía la botella de licor con XXX, el 3X es un recuerdo de la infancia para el.

## Discografía
- Miedo
- Música De Odio
- Esto no es Un Juego
- La Película (En Vivo)
- El Club De Los Apartados
- Los Apartados
- Unidos Para Luchar
- Nunca Derrotados (o Resurrección)

## Videografía
- Clasificación XXX
- Raíces Radicales